# غيرلفريند
غيرلفريند أو صديقة (بالإنجليزية: Girlfriend)‏, هي أغنية لآفريل لافين, كانت الأغنية الرئيسية في ألبومها الثالث (The Best Damn Thing) عام 2007. الأغنية حققت صدى واسع في الولايات المتحدة الأمريكية, واحتلت المرتبة الأولى في قائمة (Billboard Hot 100), واحتلت المرتبة الأولى في أستراليا لمدة ستة أسابيع، وفي المملكة المتحدة احتلت المرتبة الثانية.
وقد حققت الأغنية المصورة ثاني أعلى نسبة مشاهدة على الإطلاق بموقع يوتوب, حيث شاهدها ما لا يقل عن 105 مليون مشاهد، وفقا لإكتوبر 2008.

## الانتقادات والقضايا القانونية
لاحظ المراجعون تشابه المقطع "Hey hey, you you, I wanna be your boyfriend" في عمل لفرقة ذا رابينوس في عام 1979 ب"Hey hey, you you, I want to be your girlfriend" في غريلفريند. تتوفر الأغنية على ماي سبيس.